# Troglotrema acutum
Troglotrema acutum är en plattmaskart. Troglotrema acutum ingår i släktet Troglotrema och familjen Troglotrematidae. Inga underarter finns listade i Catalogue of Life.